# 잔디 코트

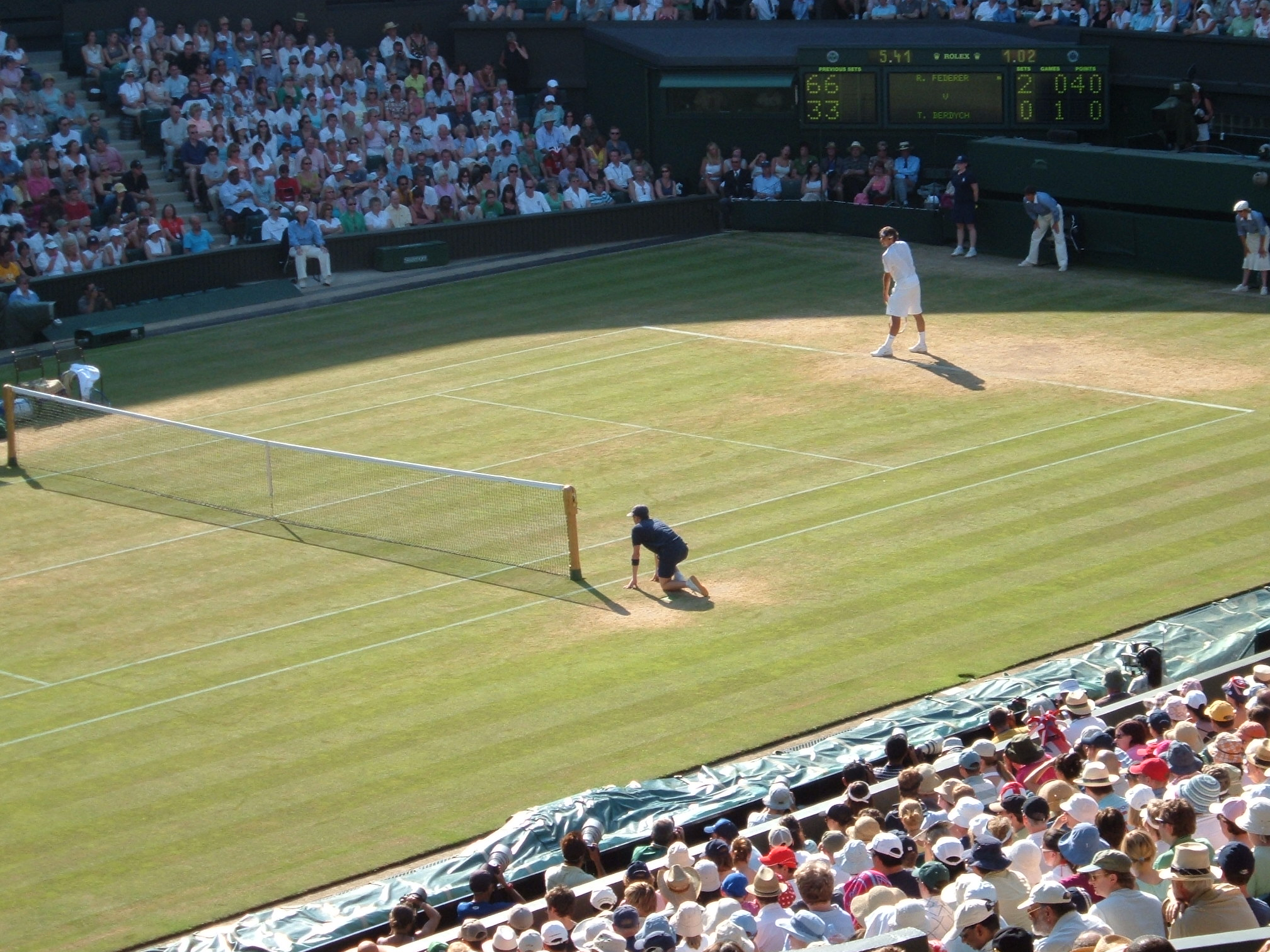
잔디 코트에서 플레이하고 있는 로저 페더러(2006년 윔블던)

잔디 코트는 테니스 코트의 네 가지 종류 중 하나이다. 잔디 코트는 잔디의 종류 중 하나인 라이 그라스(Rye Grass)로 만들어지며, 대회마다 혼용율에 약간의 차이가 있다. 가장 대표적인 잔디 코트 대회인 윔블던의 경우 100% 라이그라스만을 사용하고 있는데, 이렇게 조성된 코트는 런던의 퀸즈 클럽이나 네덜란드 's-Hertogenbosch의 잔디 코트보다 느리다.
잔디 코트는 다른 코트 재질에 비해 좀 더 품격이 있게 느껴지기는 하지만 잔디 관리에 비용이 많이 소요된다는 단점이 있다. 매년 추가 파종을 해주어야하며, 비로 인해 잔디가 미끄러워질 경우 하루 정도 사용을 쉬어야만 한다.
현재 잔디 코트는 영국 잉글랜드 지방에 가장 많다.

## 플레이상의 특징
잔디 코트는 표면이 미끄럽기 때문에 공이 잘 미끄러지고 낮게 바운드되며 무릎 높이 이상으로 튀는 일이 거의 없다. 바운드된 이후에도 공의 속도가 거의 줄어들지 않으며 불규칙 바운드도 많다. 바운드가 낮고 빨라 따라잡기 어려우므로 랠리가 다른 재질의 코트에 비해 짧아지며 공격적인 플레이가 유리하게 된다. 이 때문에 잔디 코트에서는 서브를 넣는 쪽이 매우 유리하며, 서브 게임을 잃지 않는 것이 승리에 매우 중요한 요인이 된다.
이러한 특징 때문에 잔디 코트에서는 서브 앤 발리를 구사하는 공격적인 스타일의 선수가 좋은 성적을 내는 경우가 많다.

## 잔디 코트에서 열리는 프로 대회

### 그랜드 슬램
- 윔블던 (런던, 영국)

### ATP
- Artois Championship (런던, 퀸즈 클럽(Queen's Club), 영국)

- 게리 웨버 오픈(Gerry Weber Open) (Halle, North Rhine-Westphalia, 독일)

- Ordina Open ('s-Hertogenbosch, 네덜란드)

- 노팅엄 오픈(Nottingham Open) (노팅엄, 영국) - 2009년부터 중단되며 이스트본 대회(Eastbourne event)로 대체될 예정임

- Campbell's Hall of Fame Tennis Championships (Newport, Rhode Island, 미국)

### WTA
- AEGON Classic (Edgbaston, 버밍엄, 영국)

- AEGON International (Eastbourne, 잉글랜드, 영국)

- Ordina Open ('s-Hertogenbosch, 네덜란드)

## 같이 보기
- 테니스 코트
- 하드 코트
- 클레이 코트